# Teddy Lussi-Modeste
Pour les articles homonymes, voir Lussi (homonymie) et Modeste.
Teddy Lussi-Modeste, né le 25 mars 1978, à La Tronche, près de Grenoble, est un réalisateur, scénariste, professeur de lettres et acteur français. Il est issu de la communauté des Gens du voyage.

## Biographie
Teddy Lussi-Modeste grandit à La Tronche, dans une famille de Gitans : « Ce qui fait que j’ai connu un peu toutes les formes de la vie nomade ». Il étudie d'abord à l'université de Grenoble avant d'intégrer La Fémis, section scénario, dont il sort diplômé en 2004. Il devient ensuite professeur de lettres dans des collèges et poursuit dans les deux voies, celle de l'enseignement et celle du cinéma. En 2004, il commence sa carrière de réalisateur avec le court métrage Embrasser les tigres, film de fin d'étude produit par Jean-Christophe Reymond qui deviendra le producteur de ses trois premiers longs métrages.
En 2011, il réalise son premier long-métrage, Jimmy Rivière, qui raconte l'histoire d'un jeune Gitan qui décide de se convertir au Pentecôtisme. En 2017, il réalise son deuxième long-métrage, Le Prix du succès, qui raconte l'histoire d'un jeune humoriste qui connaît le succès et qui se heurte peu à peu à sa propre famille. Teddy Lussi-Modeste reconnaît s'être inspiré de sa propre histoire : « Lorsque j’ai commencé des études supérieures, ce qui est relativement rare dans la communauté des Gitans, puis lorsque j’ai intégré La Fémis et que j’ai réalisé mon premier film, mes proches se sont imaginé que j’allais devenir riche, et ils ont attendu de moi que je les en fasse profiter. Comme si j’avais une dette envers eux. » Le film fait sa première internationale lors du 42e Festival de Toronto, en septembre 2017.
En 2024, il réalise son troisième long-métrage, Pas de vagues, avec François Civil dans le rôle d'un jeune professeur qui est accusé à tort de harcèlement par une élève adolescente. Le film s'inscrit dans le mouvement de libération de la parole des professeurs face au sentiment d'abandon qu'ils peuvent parfois ressentir de la part de leur hiérarchie. Dès les années 2010, mais surtout à partir de 2018, ce mouvement prend pour nom : #pasdevagues. C'est la naissance du Mouvement des Stylos rouges. Le film est inspiré par la propre expérience de Teddy Lussi-Modeste lorsqu'il était professeur de français dans un collège de Seine-Saint-Denis.

## Filmographie

### Réalisateur

#### Courts métrages
- 2004 : Embrasser les Tigres
- 2007 : Dans l'œil
- 2009 : Je viens

#### Longs métrages
- 2011 : Jimmy Rivière
- 2017 : Le Prix du succès
- 2024 : Pas de vagues

### Scénariste
- 2019 : Une fille facile de Rebecca Zlotowski (co-scénariste avec Rebecca Zlotowski)
- 2023 : Jeanne du Barry de Maïwenn (co-scénariste avec Maïwenn)
- 2024 : Pas de vagues de lui-même (co-scénariste avec Audrey Diwan)

### Acteur
- 2023 : Jeanne du Barry, de Maïwenn : Médecin La Martinière

## Distinctions

### Récompenses
- Festival Premiers Plans d'Angers 2011 : Prix du public du meilleur long-métrage français pour Jimmy Rivière[9]

### Nominations
- Prix Louis-Delluc 2011 : nommé pour le prix du meilleur premier film pour Jimmy Rivière[10]
- Festival international du film de Saint-Sébastien 2017 : nommé pour le prix New Directors pour Le Prix du succès[11]